# 天地無限 (作家)
天地無限（1975年2月11日—），本名鄭惠文，臺灣花蓮出身的推理小說家，第10屆台灣推理作家協會徵文獎首獎得主，台灣推理作家協會成員，Netflix影集《誰是被害者》原著小說作者。

## 經歷
天地無限畢業於花蓮高中、中原大學醫學工程學系，曾任PChome電腦家庭副總編輯、愛酷科技網站主編，現職科技線記者，亦曾獲金車微小說獎首獎。其推理作品關注台灣社會現況，在其中篇《舉手之勞的正義》中，談到台灣司法體制的問題。擅長描寫小人物處境，被歸為「社會派」推理作家。長期專注耕耘推理小說領域，曾在演講中提到，希望書店能有一面書牆，專門陳列台灣作家的推理作品。近年來，與台灣推理作家協會的會員積極參與演講與講座等推廣活動。

## 評價
在其推理小說作品中，並沒有一個系列偵探，大都是以平凡小人物為主角，隻身與政府機關或大型組織對抗，以「推理」破案為武器，進行案情翻轉。由於作品中常影射時事或社會問題，因此常被歸類為「社會派」。近幾年的作品在推理過程上更見縝密，因此也具有「本格派」的解謎特徵。作品特色是敘事十分流暢，減省不必要的場景、人物描寫，全速推動劇情，因此也具有極高的娛樂效果。

## 獲獎與IP授權記錄
1. 第十屆全國學生文學獎高中散文組第二名《末日審判記》
2. 第二屆皇冠大眾百萬小說獎決選《血讎的榮光》[5]
3. 第四屆皇冠大眾百萬小說獎決選《第四象限》
4. 第十屆台灣推理作家協會徵文獎首獎〈舉手之勞的正義〉[6]
5. 第一屆金車微推理極短篇首獎〈雨季‧日記〉[7]
6. 《第四名被害者》獲105年度國產電影片劇本開發補助60萬元，前導預告片[8]
7. 《懸案追追追》被紐約公共圖書館選為2017年五月份的中文好書[9]
8. 〈舉手之勞的正義〉獲106年度國產電影片劇本開發補助100萬元。[10]
9. 參與〈無限殺宴〉編劇，獲106年度國產電影片劇本開發補助50萬元。[10]
10. 與推理小說家既晴、哲儀共創〈半尺之局〉劇本，獲106年度電視節目劇本創作獎優等獎。[11]
11. 《第四名被害者》影集版更名為《誰是被害者》，瀚草影視製作，許瑋甯與張孝全擔綱男女主角。2020年4月30日由Netflix獨家播映。[12]
12. 2019年與韓國影視公司（出版社要求暫時不公布公司名稱）完成簽約，《第四名被害者》以六萬美金授權韓國版電影拍攝。[需要較佳来源]

## 作品

### 長篇小說
1. 《血讎的榮光》皇冠文化（1998）
2. 《第四象限》皇冠文化〈2002〉
3. 《703哨所》POPO原創電子書〈2013〉
4. 《第四名被害者》尖端〈2015〉（2016售出影視版權）
5. 《懸案追追追》尖端〈2016〉（第四名被害者前傳）
6. 《達達戰爭》秀威〈2016〉
7. 《黑與白的戀曲：星座暗黑愛情-牡羊》尖端〈2017〉
8. 《辦公室瘋雲》鏡文學〈2020〉
9. 《滯留結界的無辜者》鏡文學〈2021〉
10. 《惡念的燃點》鏡文學〈2022〉

### 短篇小說
1. 〈月蘭橋畔〉推理雜誌第123期
2. 〈風暴本紀〉推理雜誌第129期
3. 〈政治地帶〉推理雜誌第135期
4. 〈夜幕之眼〉推理雜誌第142期
5. 〈愛情流沙〉1996聯合文學
6. 〈邂逅老情人〉2006皇冠雜誌
7. 〈超完美離婚計畫〉2007皇冠雜誌
8. 〈關鍵字—你我相知不相惜〉皇冠雜誌659期
9. 〈人人都愛部落格〉皇冠雜誌661期
10. 〈引用，永遠有效〉皇冠雜誌663期
11. 〈好運先生們〉皇冠雜誌664期
12. 〈說客〉皇冠雜誌681期
13. 〈告白清單〉皇冠雜誌696期
14. 〈投奔老同學〉皇冠雜誌701期
15. 〈小三對策本部〉皇冠雜誌703期
16. 〈洩密者〉幼獅文藝738期

### 收錄於文集的短篇／專文
1. 故事的那時此刻（2022台灣推理作家協會徵文獎首獎得主作品集），收錄〈舉手之勞的正義v2.0〉[13]
2. 推理Mook《歧路島》創刊號（2014），收錄〈致命三秒鐘〉
3. 《2011推這本最有理！》九曲堂特刊（2012），收錄〈消失的VIP〉[14]
4. 《死亡遊戲》要有光（2012），收錄〈舉手之勞的正義〉
5. 《女學生離魂記》小知堂（2003），收錄〈女學生離魂記〉
6. 《保健室驚魂》小知堂〈2003〉，收錄〈新聞幕後〉

### 演講
1. 「題材用不完！社會派推理這樣寫就對了」-2016/9推理作家協會主辦、文化部協辦【尋找推理秘密客講座｜推理創作課程加強版開學了！】
2. 「命懸疑限讀書會」，2016/08/28，跨校推理社團聯合暑訓
3. 「加點推理味，小說這樣寫最『謎』人！」，2014/08/30，於金車文藝中心[15]
4. 「別拿推理當主菜，用來調味才精彩！」，2014/05/05，於中正大學[16]
5. 「推理小說，『寫』就對了！」2012/12/15，〈金車校園推理巡迴演講〉於暨南大學

### 相關學術論文與研究
1. 林俐婷. . 國立中興大學台灣文學與跨國文化研究所. 2017  [2024-09-21]. （原始内容存档于2024-09-21）.
2. 劉易安. . 國立臺北教育大學台灣文化研究所. 2022.

### 註解
1. ↑  . 博客來.   [2016-09-15]. （原始内容存档于2020-11-29） （中文）.
2. ↑  . 金車文藝中心. 2015-04-18  [2016-09-15]. （原始内容存档于2017-01-11） （中文）.
3. ↑  . 台灣推理作家協會 （中文）.[永久]
4. ↑  . 台灣推理作家協會. （原始内容存档于2022-12-09） （中文（臺灣））.
5. ↑  . 皇冠文化.   [2024-09-21]. （原始内容存档于2006-08-25）.
6. ↑  稲井以内. . 巴哈姆特電玩資訊站. 2014-06-21. （原始内容存档于2017-01-11）.
7. ↑  . King Car Cultural & Art Center 金車文藝中心. 2013-09-07. （原始内容存档于2017-01-11）.
8. ↑  .   [2016-09-29]. （原始内容存档于2016-10-01）.
9. ↑  . The New York Public Library. 2017-05-08. （原始内容存档于2021-12-28）.
10. 1 2  . 文化部補助資訊網. （原始内容存档于2017-08-24）.
11. ↑  .   [2017-09-22]. （原始内容存档于2017-09-22）.
12. ↑  . ETtoday新聞雲. 2019-04-24. （原始内容存档于2019-04-28）.
13. ↑  . 台灣推理作家協會. （原始内容存档于2022-12-09）.
14. ↑  九曲堂 (Jioucyutang). . jioucyutang.pixnet.net. 2011-06-06. （原始内容存档于2017-01-11） （中文（臺灣））.
15. ↑  . King Car Cultural & Art Center 金車文藝中心. 2014-07-30. （原始内容存档于2017-01-11）.
16. ↑  . 2014-05-17. （原始内容存档于2017-01-11）.

## 相關連結
- Anobii的天地無限書櫃 （页面存档备份，存于）
- 皇冠的作家介紹頁面 （页面存档备份，存于）